# ليزلي موترام
ليزلي موترام (بالإنجليزية: Leslie Mottram)‏، من مواليد 5 مارس 1951، حكم كرة قدم اسكتلندي دولي سابق.
و قد حكم مباراتين في كأس العالم لكرة القدم 1994، وحكم في كأس الأمم الأوروبية لكرة القدم 1996.

## روابط خارجية
- ليزلي موترام على موقع Soccerway.com (الإنجليزية)